# Стара Рябка
Стара Ря́бка (рос. Старая Рябка, ерз. Старая Рябка) — село у складі Краснослободського району Мордовії, Росія. Адміністративний центр Старорябкинського сільського поселення.
Населення — 223 особи (2010; 243 у 2002).
Національний склад (станом на 2002 рік):
- росіяни — 89 %